# シードマイヤー

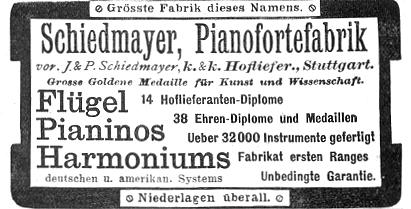
J. & P. Schiedmayerの広告（1900年頃）

シードマイヤー（Schiedmayer、シートマイヤー）はドイツの楽器製造一家の名前である。1735年に鍵盤楽器製造業者として設立され、今日も同族経営事業として続いている。

## 歴史

### 始まり
シードマイヤー家の最初の楽器製作者はエアランゲンのオルガンおよびピアノ製作者バルタザール・シードマイヤー（1711-1781年）であり、1735年に最初の楽器を製造した。彼の三人の息子も楽器製作の術を学んだ。
- ヨハン・ゲオルク・クリストフ・シードマイヤー（1740-1820年）はノイシュタット・アン・デア・アイシュ（英語版）に定住した。彼が製造した数多くの楽器が現存している。息子のヨハン・エアハルト・シードマイヤーも同様に楽器製作者であった。
- アダム・アハティウス・シードマイヤー（1753-1805年）はエアランゲンのピアノ製作者であった。彼のグランドピアノが1台現存している。
- ヨハン・ダーヴィト・シードマイヤー（1753-1805年）はエアランゲンと1797年の後はニュルンベルクで活動した。彼は当時最も有名なピアノ製作者の一人であった。彼の工房からは、クラヴィコード1台、フォルテピアノ5台、スクエア・ピアノ1台が現存している。

### シードマイヤー&サンズ

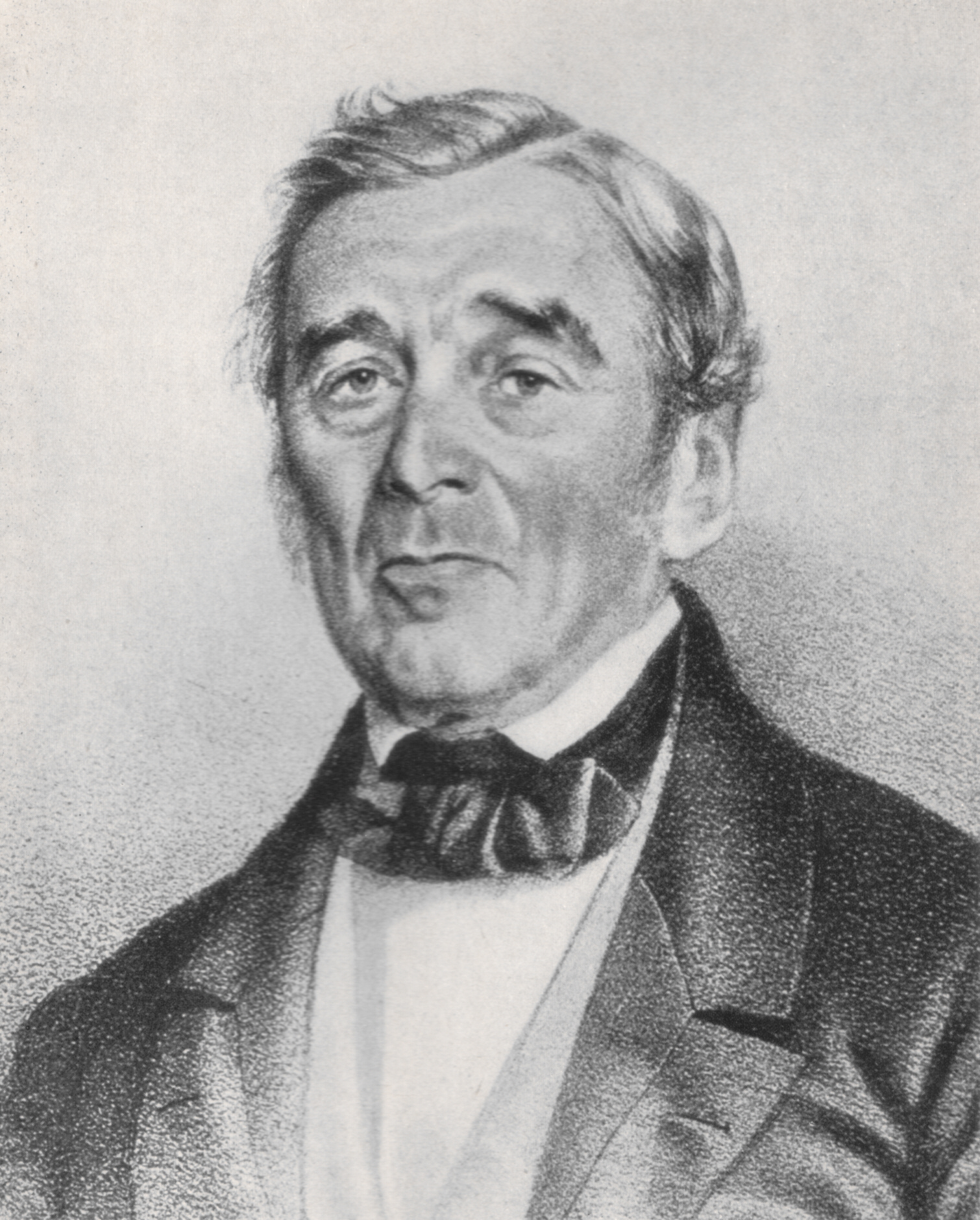
ヨハン・ロレンツ・シードマイヤー

1809年、ヨハン・ダーヴィットの息子ヨハン・ロレンツ・シードマイヤーは、カール・デュドネ（Carl Dieudonné）と共に、シュトゥットガルトで「Dieudonné & Schiedmayer」の会社を設立した。会社はすぐにこの地域でよく知られるようになった。作曲家のフリードリヒ・ジルヒャーがシュトゥットガルトに移ってきた時、ジルヒャーは2年間シードマイヤーの自宅で生活した。ジュドネの死後、工房は「シードマイヤーのピアノ工房（Pianofortefabrik von Schiedmayer）」に改名し、ヨハン・ロレンツ・シードマイヤーの年上の2人の息子アドルフとヘルマン・シードマイヤーが会社に加わった1845年の後、社名は「シードマイヤー&ゾーネ、ピアノ工房（Schiedmayer & Söhne, Pianofortefabrik）」となった。1821年から1969年まで、工場はネッカー通り（現在のコンラート・アデナウアー通り）14-16にあった。この区画には今日、シュトゥットガルト音楽演劇大学とバーデン＝ヴュルテンベルク州歴史博物館がある。
1909年、会社の100周年を祝うための大規模な展示会がシュトゥットガルトの王立工商業センター（現在のシュトゥットガルト商工会議所）で開催された。来訪者の中にはヴュルテンベルク王ヴィルヘルム2世と妻のシャルロッテがいた。

### J & Pシードマイヤー
ヨハン・ロレンツ・シードマイヤーは若い2人の息子ユリウスとパウルをパリへ送った。パリで彼らはハーモニウム製造を学び、またその数年後にチェレスタ（の原型）を発明するヴィクトル・ミュステルに出会った。シュトゥットガルトに戻った後、彼らは1853年に「J & Pシードマイヤー」社を設立し、すぐにピアノと後にはチェレスタの製造を開始した。彼らはSchiedmayer-Scheola（オルガンとハーモニウムとチェレスタが混った楽器）やいくつかの機械式自動演奏楽器のような珍しい楽器も製造した。
この会社は「シードマイヤー&ゾーネ」社の近くに位置していた。会社は後に名前を「シードマイヤー・ピアノ工房（Schiedmayer, Pianofortefabrik）」に改名した。
1969年、「シードマイヤー&ゾーネ」社の所有者ゲオルク・シードマイヤーがを「シードマイヤー・ピアノ工房」（元の「J & Pシードマイヤー」）を当時の所有者のマックスおよびハンス・シードマイヤーから買収した。ピアノ生産は1980年に停止し、会社はチェレスタとグロッケンシュピールの製造のみに特化した。1992年、ゲオルク・シードマイヤーの死に際して、妻のエリアンヌ・シードマイヤーが「シードマイヤー&ゾーネGmbH & Co. KG」と「シードマイヤー・ピアノ工房」の2つの会社を相続した。2008年、シードマイヤー・ピアノフォルテ工房は商業登記簿上で公式に清算された。

### シードマイヤー・チェレスタGmbH
1995年、エリアンヌ・シードマイヤーは「シードマイヤー・チェレスタGmbH（Schiedmayer Celestabau GmbH）」を設立した（2000年以降はシュトゥットガルト近くのヴェンドリンゲン・アム・ネッカーに本社を置く）。世界的に、シードマイヤーのチェレスタと鍵盤付きグロッケンシュピールはオペラやコンサートホールで使われている。

### ミュラー＝シードマイヤー
「ミュラー＝シードマイヤー」の工場はヨハン・ロレンツ・シードマイヤーの娘の息子によって1874年にヴュルツブルクで設立された。創業者は親族の「J & Pシードマイヤー」および「シードマイヤー&ゾーネ」や、ニューヨークのスタインウェイ・アンド・サンズで商売を学んだ。事業は1968年に清算された。最後の所有者はエルヴィン・ミュラー＝シードマイヤーであった。

## 楽器

### 生産中
- チェレスタ 5 1/2オクターブ –スタジオモデル
- チェレスタ 5 1/2オクターブ – コンパクトモデル
- チェレスタ 5オクターブ
- 鍵盤付きグロッケンシュピール
- パイプオルガン組込用のグロッケンシュピール、チェレスタ

### 歴史的な楽器

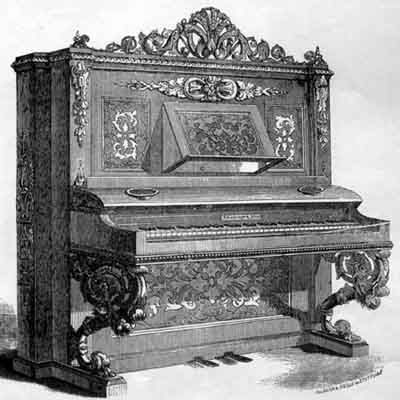
シードマイヤー&ゾーネ製アップライトピアノ。1851年のロンドン万国博覧会に出展。
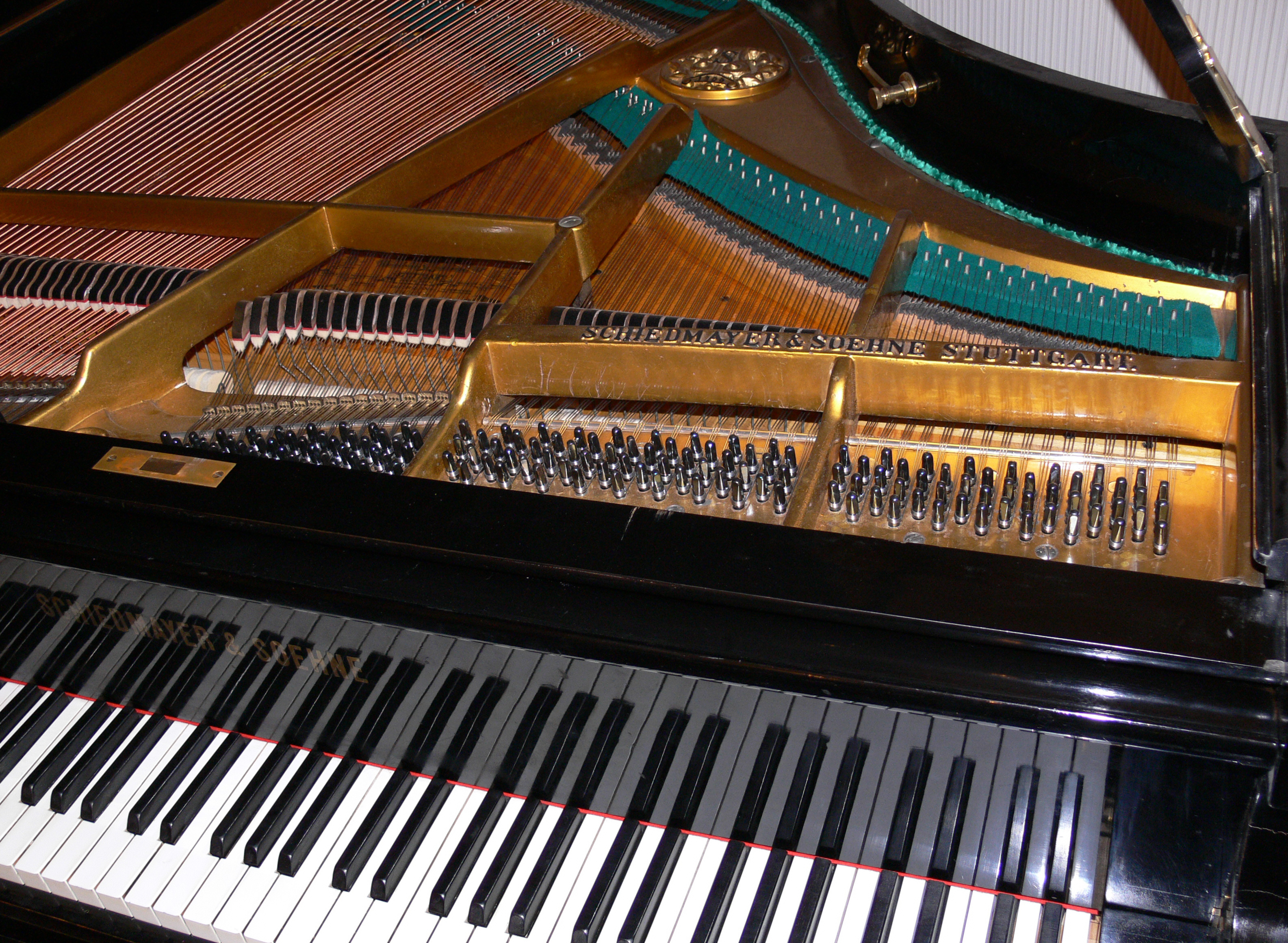
グランドピアノ、シードマイヤー&ゾーネ、モデル20、1926-1930年
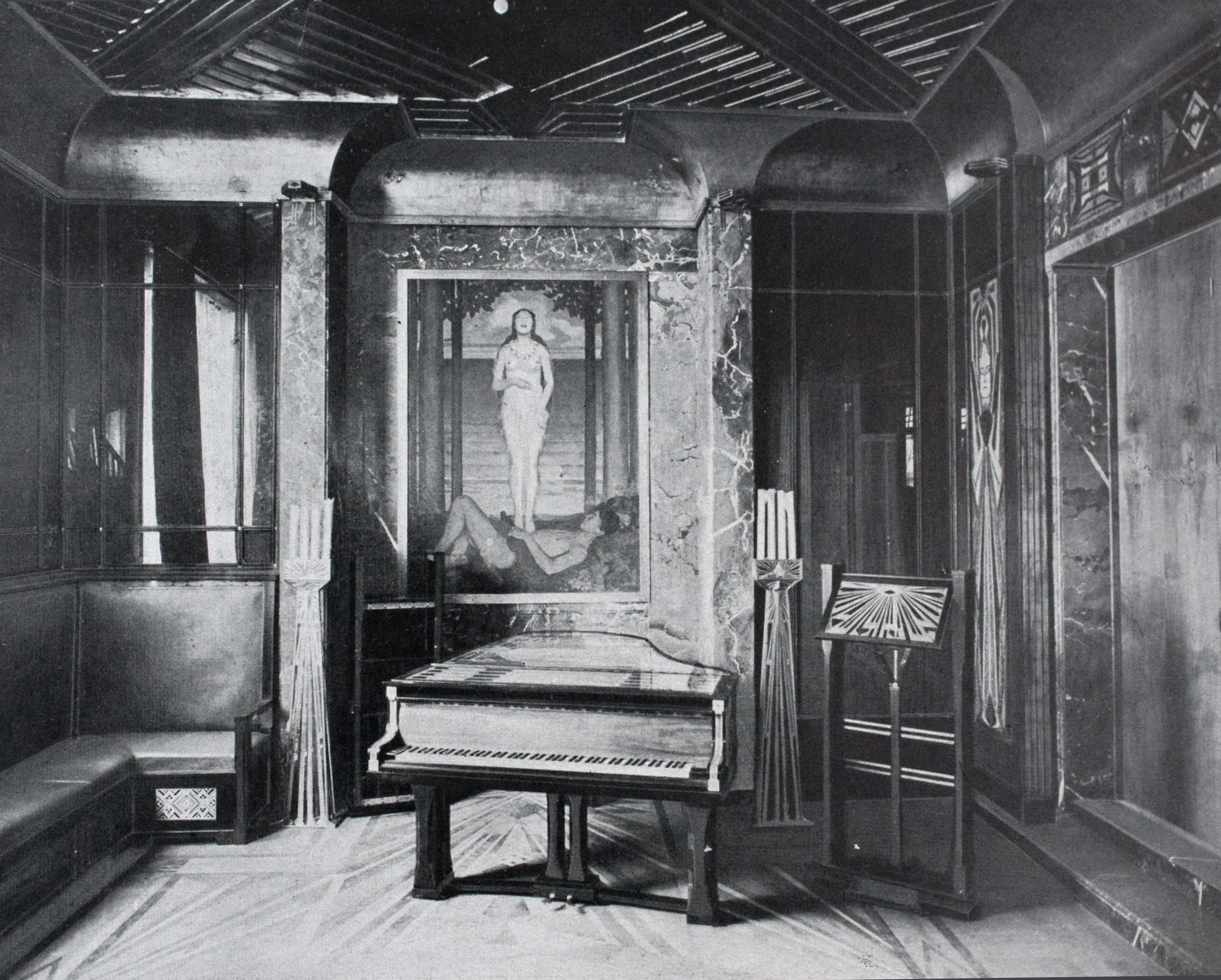
ダルムシュタットにあるベーレンス邸の音楽室。シードマイヤー・ピアノ工房のグランドピアノ。1901年完成。
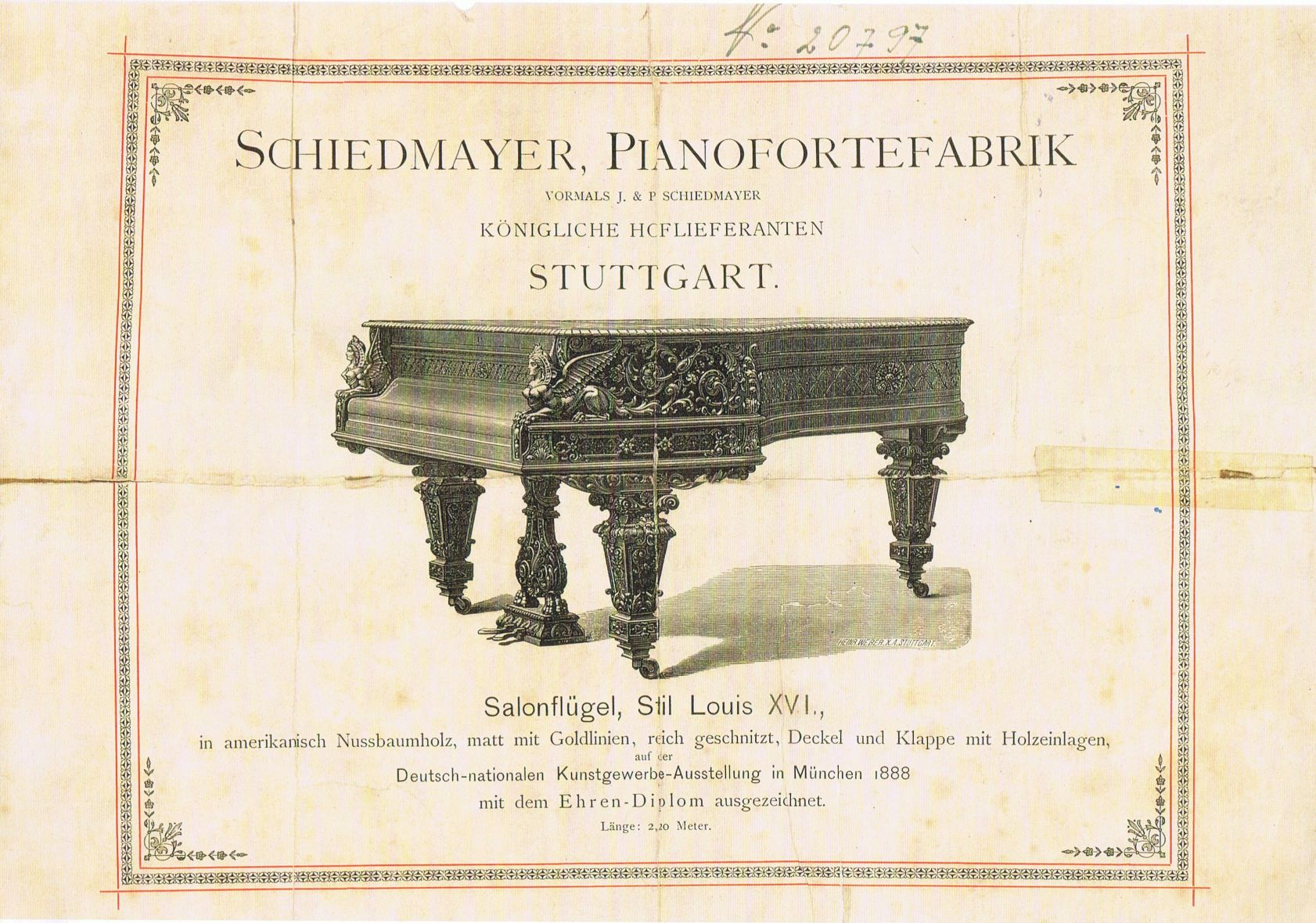
シードマイヤー・ピアノ工房のサロングランドピアノ、Louis XVIの宣伝
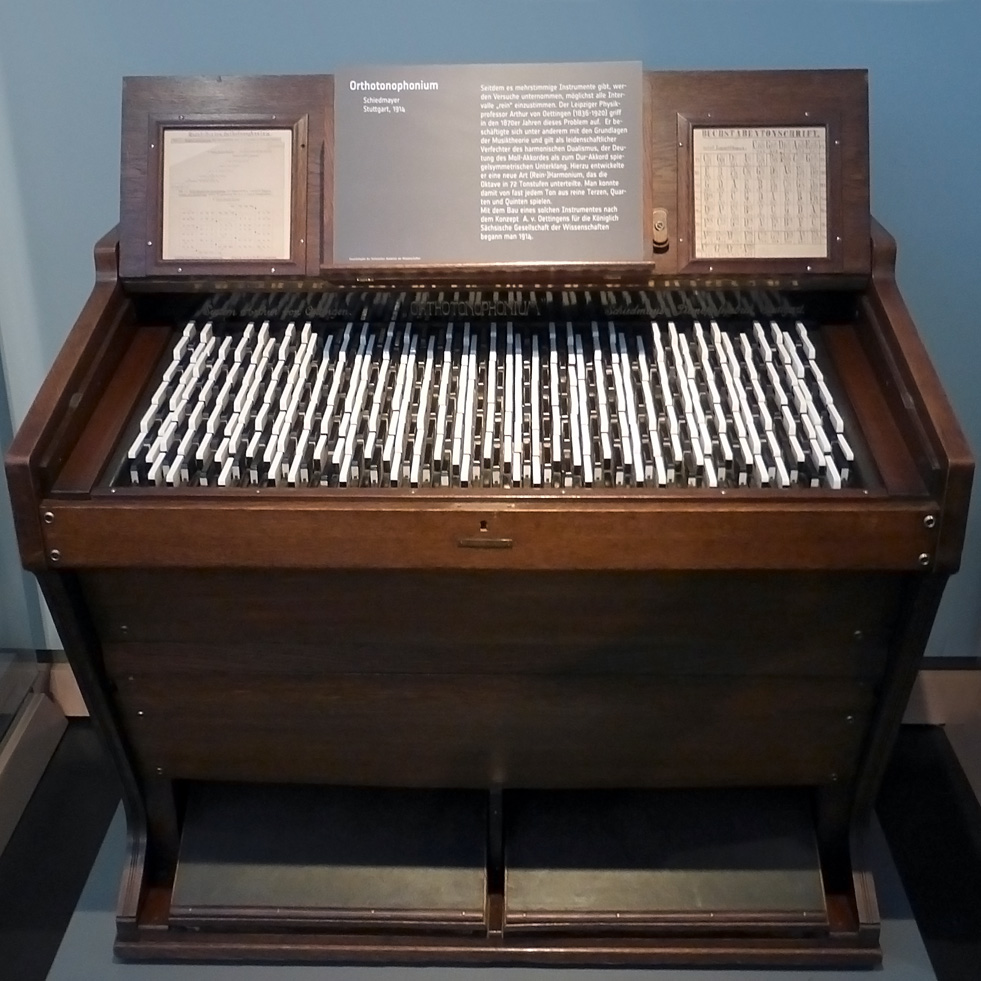
オルトトノフォニウム（ドイツ語版）。1オクターブに72の微分音を持つ。
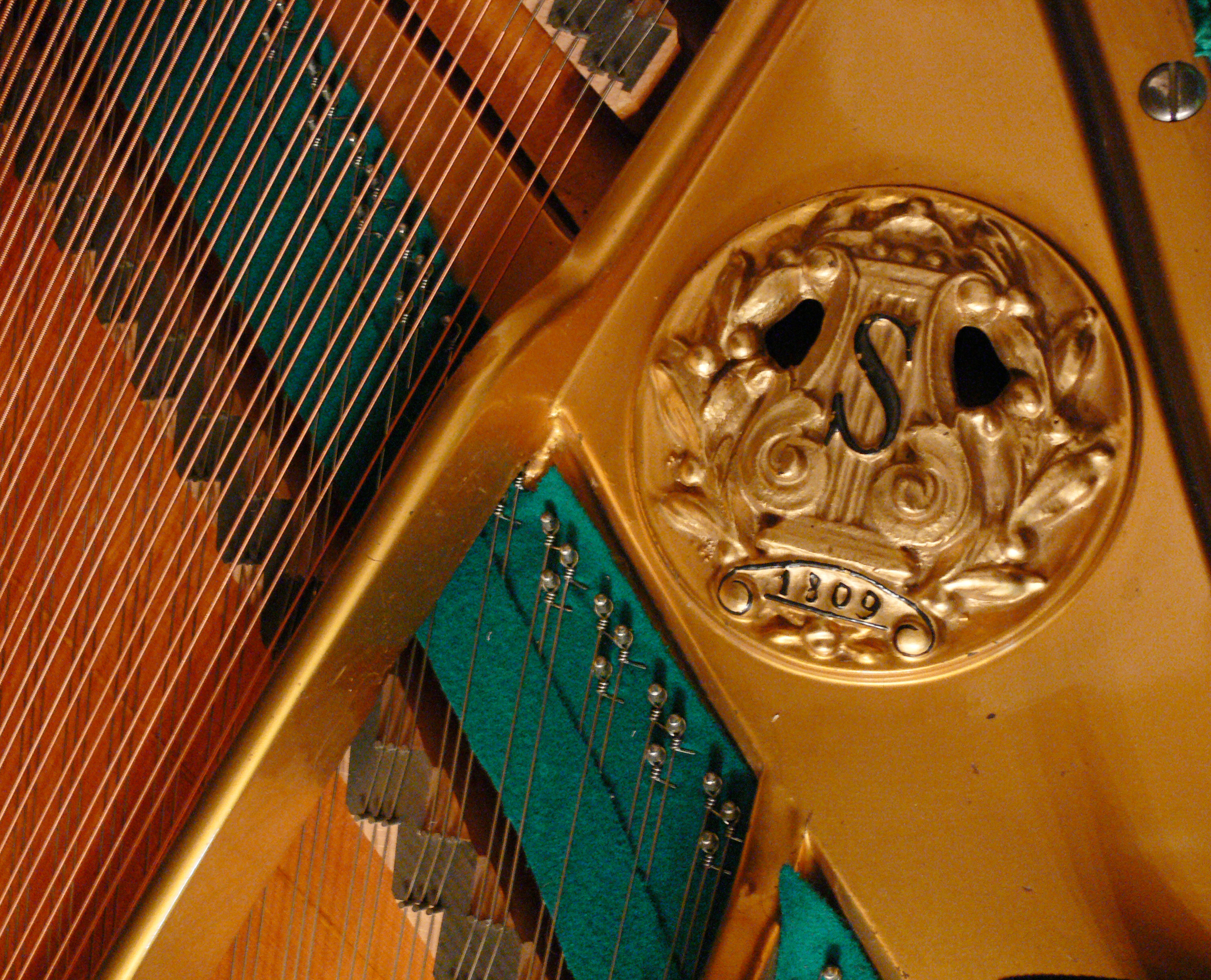
グランドピアノの鋳造フレーム上に刻印されたシードマイヤー&ゾーネの印章